# Sao dãy chính loại K
Một ngôi sao dãy chính loại K (K V), còn được gọi là sao lùn cam hoặc sao lùn K, là một sao dãy chính (đốt hydrogen) của loại phổ K và độ sáng V. Những ngôi sao này có kích thước nằm giữa các sao dãy chính loại M ("sao lùn đỏ") và các sao dãy chính loại G ("sao lùn vàng"). Chúng có khối lượng nằm giữa 0,45 và 0,8 lần khối lượng của Mặt Trời và nhiệt độ bề mặt nằm giữa 3.900 đến 5.200°K. Ví dụ như Alpha Centauri B (K1V), Epsilon Eridani (K2V), Epsilon Indi (K5V) và 54 Piscium (K0V). Một số ngôi sao khổng lồ như Arcturus (K1.5lll) và Aldebaran (K5lll) cũng thuộc lớp này. Sao dãy chính loại K còn là ngôi sao có điều kiện sống cao nhất vì nó không phát ra những bức xạ mạnh mẽ như các sao dãy chính loại M, sao dãy chính loại K cũng có tuổi thọ rất lâu, vào khoảng 18 - 34 tỷ năm, thậm chỉ có thế đến 50 tỷ năm, so với 10 tỷ năm của Mặt Trời. Không những thế, các sao dãy chính loại K cũng chiếm phần lớn các sao trong vũ trụ, cụ thể là đó đứng thứ hai, chiếm tận 12%.

## Các tiêu chuẩn của sao dãy chính loại K
Các tiêu chuẩn của sao dãy chính loại K điển hình
| Kiểu quang phổ | Bán kính (Mặt Trời = 1) | Khối lượng (Mặt Trời = 1) | Độ sáng (Mặt Trời = 1) | Nhiệt độ (c) | Chỉ lục màu (B - V) |
| -------------- | ----------------------- | ------------------------- | ---------------------- | ------------ | ------------------- |
| K0V            | 0,813                   | 0,88                      | 0,46                   | 4997         | 0,82                |
| K1V            | 0,797                   | 0,86                      | 0,41                   | 4897         | 0,86                |
| K2V            | 0,783                   | 0,82                      | 0,37                   | 4827         | 0,88                |
| K3V            | 0,755                   | 0,78                      | 0,28                   | 4557         | 0,99                |
| K4V            | 0,713                   | 0,73                      | 0,2                    | 4327         | 1,09                |
| K5V            | 0,701                   | 0,7                       | 0,17                   | 4167         | 1,15                |
| K6V            | 0,669                   | 0,69                      | 0,14                   | 4027         | 1,24                |
| K7V            | 0,63                    | 0,64                      | 0,1                    | 3827         | 1,34                |
| K8V            | 0,615                   | 0,62                      | 0,087                  | 3717         | 1,36                |
| K9V            | 0,59                    | 0,608                     | 0,079                  | 3657         | 1,40                |

Hệ thống Yerkes Atlas đã sửa đổi, liệt kê 12 sao lùn loại K làm các sao tiêu chuẩn cho quang phổ K. Tuy nhiên không phải tất cả các tiêu chuẩn đó đều tồn tại đến ngày hôm nay. Đây là tên các sao làm tiêu chuẩn của sao dãy chính loại K:                        
- Sigma Draconis K0V
- 70 Ophiuchi
- 107 Fish K1V
- ε Eridani  K2V
- GJ 892  K3V
- TW Pisces South K4V
- 61 CygniA  K5V
- Epsilon Indi A   K5V
- HD 120467 K6V
- 61 CygniB K7V
- HIP 111288 K8V
- HIP 3261 K9V Một vài tác giả coi K7V và M0V là 1 và phân loại K8V và K9V rất hiếm khi được nhìn thấy vì nó rất tối.

## Các sao loại K không thể bỏ qua
- α cen b[6] - Ngôi sao loại K gần Trái Đất nhất.
- α Boötes - Ngôi sao loại K sáng nhất (trên bầu Trời) và sáng nhất trong chòm sao Boötes.
- ε Eridani - Sáng thứ năm trong chòm sao Eridanus, nổi tiếng không kém α Boötes và làm chuẩn phổ cho lớp K2V.